# Sarodj Bertin
Sarodj Bertin Durocher (b. Port-au-Prince, 1986) là một luật sư người Haiti, được biết đến như một thí sinh dự cuộc thi sắc đẹp.

## Thơ ấu và giáo dục
Bertin được sinh ra ở Haiti, và là con gái của Mireille Durocher và Jean Bertin. Mẹ của Bertin là một luật sư và là một nhà phê bình thẳng thắn của tổng thống sau này Jean-Bertrand Aristide, đã bị sát hại vào ngày 28 tháng 3 năm 1995 tại Port-au-Prince. Bà đã bị bắn vào giữa ban ngày trong khi đi cùng xe với thân chủ của mình là Eugene "Junior" Baillergeau, ra xa trụ sở Trại Dân chủ của quân đội Hoa Kỳ. Baillergeau, người đã bị giết cùng với Durocher Bertin, tham gia kiện tụng quân đội Hoa Kỳ về những thiệt hại mà một chiếc trực thăng Mỹ bị cáo buộc đã gây ra với máy bay riêng của ông.
Sau khi mẹ cô bị sát hại, cô được gửi đến Cộng hòa Dominica, nơi cô lớn lên trong sự lưu vong.
Tại Cộng hòa Dominica, cô đã học tiếng Tây Ban Nha và tiếng Anh, cùng với tiếng Pháp và tiếng Haiti Creole vốn có.
Từ năm 2003 đến 2010, cô học luật tại Đại học Ibalericana (UNIBE) và Pontificia Đại học Católica Madre y Maestra (PUCMM), và hiện là luật sư nhân quyền. Cô đã làm việc cho Liên minh quốc tế vì sự phục hồi của Haiti.

## Sự nghiệp
Năm 2015, cô được bầu chọn trong chương trình Noche de Luz của Luz García, với tư cách là "Cơ thể nóng bỏng mùa hè".

### Cuộc thi
Sau trận động đất ở Haiti năm 2010, Bertin tham gia cuộc thi Hoa hậu Hoàn vũ Haiti và giành chiến thắng. Cô đã dành vài tháng ở Puerto Rico cùng với chỉ đạo của cuộc thi Hoa hậu Cộng hòa Dominican và nhượng quyền Hoa hậu Haiti, Magali Febles, người phụ trách đào tạo cho cuộc thi Hoa hậu Hoàn vũ 2010.
Cô đại diện cho Haiti trong cuộc thi sắc đẹp Hoa hậu Hoàn vũ 2010 được tổ chức tại Las Vegas vào ngày 23 tháng 8 năm 2010. Bertin tin rằng việc thi đấu tại Hoa hậu Hoàn vũ sẽ mang đến cho người dân Haiti tiếng nói, "có nhiều người muốn giúp đỡ nhưng không biết làm thế nào và đôi khi họ cần một giọng nói để lên tiếng với mọi người những gì họ cần. Tôi muốn mọi người, thông qua tôi, là người sẽ nói lên những nhu cầu của họ."  Vào ngày 25 tháng 10 năm 2012, cô đã giành chiến thắng trong cuộc thi Reina Hispanoamericana 2012.

### Đài phát thanh và truyền hình
- Telenoticias (w: es: telesistema; 2014 Tiết2015) [6]
- Aquí Se Habla Español (w: es: Antena Latina; 2014-nay) [7][8]

### Danh sách phim
- Boone: The Bounty Hunter – Crystal 2015
- Ulterior Motives: Reality TV Massacre – Amber 2015
- Sharktopus vs. Mermantula (TV Movie) – Widow 2014
- The Heartbreaker's Revenge – Rochelle 2014
- One Night in Vegas – Ashley 2013
- Everybody Cheats – Francesca 2013
- Sweet Micky for President – (Documentary) Herself 2014
- Voodoo's List – (Documentary) 2011

## Giải thưởng
- Giải thưởng điện ảnh MPAH Haiti 2013 Người nhận giải thưởng nhân đạo * Hiệp hội điện ảnh Haiti